# Wyższa Szkoła Pedagogiczna w Gdańsku
Wyższa Szkoła Pedagogiczna w Gdańsku – istniejąca w latach 1946–1970 uczelnia państwowa. Na jej bazie i Wyższej Szkoły Ekonomicznej w Sopocie w 1970 powstał Uniwersytet Gdański.

## Historia
Pierwotna nazwa uczelni brzmiała: Państwowa Wyższa Szkoła Pedagogiczna w Gdańsku (PWSP). Powstała na bazie powstałego we wrześniu 1945 Państwowego Pedagogium. Kierownik tej placówki dr Jan Szwarc wystąpił z inicjatywą utworzenia wyższej szkoły zawodowej. Stała się nią gdańska PWSP. Jej działalność rozpoczęto 1 października 1946 w siedzibie w Gdańsku-Oliwie przy ul. Polanki. W 1948 uczelnia przeniesiona została do budynków dawnego Królewskiego Seminarium Nauczycielskiego przy ul. Jana III Sobieskiego 18. Od roku akademickiego 1948/1949 kształcenie prowadzono w wydziałach: Humanistycznym, Przyrodniczo-Geograficznym i Matematyczno-Fizycznym.
W 1952 nastąpiła zmiana nazwy uczelni na: Wyższa Szkoła Pedagogiczna w Gdańsku. W 1954 WSP uzyskała prawo nadawania absolwentom tytułu magistra (pierwsze nadania tytuły nastąpiły w 1956). W roku akademickim 1967/1968 uczelnia kształciła na 9 kierunkach: pedagogika, historia, filologia polska, filologia rosyjska, geografia, biologia, matematyka, fizyka i chemia. W 1959 Wydział Filologiczno-Historyczny WSP otrzymał prawo nadawania stopnia naukowego doktora. W latach 60. nastąpił duży rozwój kadry naukowo-dydaktycznej uczelni: w 1960 pracowało w niej 6 profesorów, 14 docentów i 19 adiunktów, a w 1969 – 13 profesorów, 48 docentów i 79 adiunktów.
W 1970 na bazie gdańskiej WSP i Wyższej Szkoły Ekonomicznej w Sopocie powstał Uniwersytet Gdański. Kluczową rolę w utworzeniu nowego uniwersytetu odegrał rektor WSP doc. Andrzej Bukowski. Pierwszym rektorem Uniwersytetu Gdańskiego został ostatni rektor WSP prof. Janusz Sokołowski.
Uczelnia wypromowała łącznie 4866 magistrów.